# Megistocletodes translucens
Megistocletodes translucens is een eenoogkreeftjessoort uit de familie van de Argestidae. De wetenschappelijke naam van de soort is voor het eerst geldig gepubliceerd in 1986 door Por.